# جوبی دایکا
جوبی دایکا (انگلیسی: Jobie Dajka; ۱۱ دسامبر ۱۹۸۱ – ۴ آوریل ۲۰۰۹) دوچرخه‌سوار اهل استرالیا بود.
وی در مسابقات کشوری و بین‌المللی در مجموع برندهٔ ۲ مدال طلا، ۵ مدال نقره، ۲ مدال برنز شده‌است.